# 道义逻辑
道义逻辑(英文：Deontic logic)是一种非标准的模态逻辑， 属于哲学逻辑的领域, 涉及“应该”、“可以”或 “许可”、“禁止” 这样一些道义概念。

## 符号化
应该（obligate）p：Op    
允许（permit）p：Pp   
禁止（forbid）p：Fp 
应该...不...（obligate...not...）非p：O¬p    
允许...不...（permit...not...）非p：P¬p   
禁止...不...（forbid...not...）非p：F¬p

## 基本公式
“不应当不A”等值于“许可A”； ¬O¬A↔PA
“不许可不A”等值于“应当A”； ¬P¬A↔OA
“应当A”等值于“禁止不A”；OA↔F¬A
“禁止A”等值于“应当不A”。 FA↔O¬A

## 资料参考
《逻辑学》（第二版）人民大学出版社